# Globalne Forum Nauki (OECD)
Globalne Forum Nauki (Global Science Forum – GSF) to miejsce konsultacji między urzędnikami ds. polityki naukowej krajów członkowskich i obserwatorów Organizacji Współpracy Gospodarczej i Rozwoju (OECD) w sprawach związanych z badaniami naukowymi. W ramach działalności Forum opracowywane są wnioski i zalecenia dotyczące działań podejmowanych przez rządy, organizacje międzynarodowe i społeczność naukową.

## Historia
Mandat GSF został przyjęty przez ministrów nauki OECD w 1999 roku, a jego przedłużenie do 2009 roku zostało zatwierdzone przez ministrów w lutym 2004 roku.

## Cele organizacji
Forum służy swoim delegacjom członkowskim poprzez:
- badanie możliwości i mechanizmów nowej lub wzmocnionej współpracy międzynarodowej w wybranych obszarach priorytetowych
- definiowanie międzynarodowych ram dla rozwoju krajowej lub regionalnej polityki naukowej
- zajmowanie się wymiarami polityki naukowej w kwestiach o znaczeniu globalnym[2].